# Olympische Jugend-Sommerspiele 2014/Teilnehmer (Ecuador)
| Gelbes Symbol für Goldmedaillen mit stilisierten Olympischen Ringen | Graues Symbol für Silbermedaillen mit stilisierten Olympischen Ringen | Braundes Symbol für Bronzemedaillen mit stilisierten Olympischen Ringen |
| ------------------------------------------------------------------- | --------------------------------------------------------------------- | ----------------------------------------------------------------------- |
| —                                                                   | —                                                                     | —                                                                       |

Die Jugend-Olympiamannschaft aus Ecuador für die II. Olympischen Jugend-Sommerspiele vom 16. bis 28. August 2014 in Nanjing (Volksrepublik China) bestand aus 19 Athleten.

## Athleten nach Sportarten

### Beachvolleyball
Mädchen
- Valeria Batioja
- Mishelle Molina
17. Platz

### Gewichtheben
| Mädchen - Lisseth Ayoví Superschwergewicht: 4. Platz | Jungen - Víctor Garrido Bantamgewicht: 7. Platz |

### Judo
Mädchen
- Pamela Quizhpi
Klasse bis 44 kg: 5. Platz
Mixed: 5. Platz (im Team Berghmans)

### Kanu
Mädchen
- Joselyn Villón
Kanu-Einer Sprint: 5. Platz
Kanu-Einer Slalom: DNF (Vorlauf)

### Leichtathletik
| Mädchen - Kelly Barona 200 m: 9. Platz 8 × 100 m Mixed: 47. Platz - Inara Cortez 100 m Hürden: 11. Platz 8 × 100 m Mixed: 23. Platz - Karla Jaramillo 5 km Gehen: 7. Platz 8 × 100 m Mixed: 47. Platz | Jungen - Diego Arévalo 2000 m Hindernis: 13. Platz 8 × 100 m Mixed: 22. Platz |

### Radsport
- Mixed: 14. Platz

| Mädchen - Doménica Azuero - Esther Galarza Kombination: 4. Platz | Jungen - Christian Caivinagua - Jhonatan Narváez Kombination: 17. Platz |

### Reiten
- Macarena Chiriboga
Springen Einzel: DNF
Springen Mannschaft: Bronze  (im Team Nordamerika)

### Ringen
Mädchen
- Leonela Ayoví
Freistil bis 70 kg: 5. Platz

### Segeln
Mädchen
- Romina de Iulio
Einer: 14. Platz

### Taekwondo
Jungen
- Erick Arévalo
Klasse bis 55 kg: 5. Platz

### Tennis
Mädchen
- Doménica González
Einzel: Achtelfinale
Doppel: Viertelfinale (mit Camila Giangreco  Paraguay)
Mixed: 1. Runde (mit Juan José Rosas  Peru)